# Johan Venegas
Johan Alberto Venegas Ulloa (Limón, 27 novembre 1988) è un calciatore costaricano, centrocampista del Guanacasteca.

## Carriera

### Club
Nel 2017 gioca complessivamente 21 partite e segnando due reti in MLS con il Minnesota.
Il 5 gennaio 2018 viene girato in prestito al Saprissa.

### Nazionale
Venegas ha fatto il suo debutto per la nazionale di Costa Rica nella partita inaugurale della 2014 Copa Centroamericana di settembre contro il Nicaragua, in cui ha segnato il terzo gol. Ha segnato di nuovo nella sua seconda partita contro il Panama, segnando il 100° gol della Costa Rica in tutti i tornei della Copa Centroamericana nel processo.
Nel maggio 2018 è stato incluso nella squadra di 23 giocatori della Costa Rica per il 2018 FIFA World Cup in Russia.

## Palmarès

### Club

#### Competizioni nazionali
- Campionato costaricano: 2

Saprissa: Clausura 2018, Clausura 2020

#### Competizioni internazionali
- CONCACAF League: 1

Saprissa: 2019
- CONCACAF Central American Cup: 1

Alajuelense: 2023

### Individuale
- MVP della CONCACAF League: 1

2019
- Capocannoniere della CONCACAF League: 1

2019 (7 reti)